# Pouteria leptopedicellata
Pouteria leptopedicellata är en tvåhjärtbladig växtart som beskrevs av Pilz. Pouteria leptopedicellata ingår i släktet Pouteria och familjen Sapotaceae. IUCN kategoriserar arten globalt som sårbar. Inga underarter finns listade i Catalogue of Life.